# Орден Естонського Червоного Хреста
Орден Естонського Червоного Хреста (ест. Eesti Punase Risti teenetemärk) — державна нагорода Естонської Республіки за суспільно корисні та гуманітарні заслуги в інтересах народу Естонії та за порятунок життя.
Засновано 6 серпня 1920 як пам'ятний знак Естонського Товариства Червоного Хреста. Статус державної нагороди отримав 7 жовтня 1936.

## Історія
6 серпня 1920 уряд Естонської Республіки заснувало пам'ятний знак Естонського Червоного Хреста, для нагородження осіб, що мали особливі заслуги перед Естонським Товариством Червоного Хреста (ЕОКК). Знак видавався Правлінням ЕОКК, мав 1 ступінь і являв собою срібну медаль на стрічці, натягнутою на п'ятикутну колодку. Перші нагородження новим відзнакою відбулися в третю річницю проголошення незалежності Естонії — 23 лютого 1921 року. Посвідчення № 1 було виписано на ім'я Державного старійшини Костянтина Пятса.
23 березня 1925 уряд Естонії ухвалив рішення про зміну положення про пам'ятному знаку Естонського Червоного Хреста, зі збільшенням кількості ступенів знака до трьох: 1 ступінь — зірка, 2 ступінь — хрест, 3 ступінь — медаль. Розробка нового положення про знак затягнулася до 1926 року.
У 1926 році Правління ЕОКК направило в уряд пропозицію надати пам'ятного знаку статус загальногромадянського ордена. Пропозиція була прийнята і новий статут пам'ятного знака, що надавав йому статус загальногромадянського ордена, був затверджений в тому ж році. Знак був розділений на 5 ступенів:
I ступінь 1 під-ступінь (I / 1) — хрест на широкій стрічці через праве плече і зірка на лівій стороні грудей;
I ступінь 2 під-ступінь (I / 2) — зірка на лівій стороні грудей;
II ступінь 1 під-ступінь (II / 1) — хрест на стрічці на шиї;
II ступінь 2 під-ступінь(II / 2) — хрест на стрічці на лівій стороні грудей;
III ступінь — медаль на стрічці на лівій стороні грудей.
Колишній пам'ятний знак 1921 був прирівняний до III ступеня реформованої нагороди.
Перші нагородження за новим статутом були зроблені 25 листопада 1926. Насамперед були нагороджені вищими ступенями володарі колишнього пам'ятного знака. Посвідчення № 1 знову було виписано на ім'я Костянтина Пятса, удостоєного відразу вищого ступеня. З цього часу пам'ятний знак Естонського Червоного Хреста став фактично виконувати функції державної нагороди за суспільно корисні, культурні та гуманітарні заслуги. Всього в 1926-1936 роках було вручено 1730 знаків всіх ступенів: 1064 — естонським громадянам і 666 — іноземцям.
7 жовтня 1936 Законом про державні нагороди Естонської Республіки пам'ятний знак Естонського Червоного Хреста був офіційно включений в число державних нагород і став іменуватися орденом, зайнявши в ієрархії естонських орденів молодше місце, після ордена Орлиного хреста. Орден тепер складався з 5 ступенів хреста і 3 ступенів медалі (золота, срібна і бронзова). Старі ступеня пам'ятного знака були прирівняні до нових, також була заснована 1 нова ступінь хреста і 2 ступеня медалі:
| 1921 рік | 1926 рік | 1936 рік |
| -------- | -------- | -------- |
| —        | I/1      | I        |
| —        | I/2      | II       |
| —        | II/1     | III      |
| —        | —        | IV       |
| —        | II/2     | V        |
| —        | —        | 1м       |
| ПЗ       | III      | 2м       |
| —        | —        | 3м       |

ПЗ — пам'ятний знак; 1м — медаль 1-го ступеня; 2м — медаль 2-го ступеня; 3м — медаль 3-го ступеня.
Входження Естонії до складу СРСР в 1940 році припинило існування естонських орденів. Після відновлення в 1991 році незалежності Естонії, орден Естонського Червоного Хреста був відроджений Законом про нагороди від 5 травня 1994 року в колишньому статусі нагороди за заслуги перед народом Естонії в галузі охорони здоров'я, у соціальній та гуманітарній сфері та за порятунок життя.
Після відновлення орден складається з 6 ступенів: 5 ступенів хреста і 1 ступінь медалі. Спочатку медаль була встановлена бронзова, але вже 6 травня 1995 була змінена на срібну.
У 1995 році художник Ене Вальтер запропонував при нагородженні осіб, які брали участь в операції з порятунку пасажирів затонулого порома «Естонія», додати на стрічку медалі ордена круглий срібний вінок з тернових гілок і лаврового листя і надалі позначати цим вінком медаль ордена, яка вручається за порятунок життя. Однак пропозиція не була підтримана і в положення про нагороду не ввійшло.
Перші нагородження відродженим орденом відбулися в 1997 році.
Нагородження орденом відбувається 1 раз на рік. Укази про нагородження підписуються президентом Естонії на початку лютого, вручення знаків традиційно відбувається напередодні Дня незалежності Естонії. У виняткових випадках нагородження може бути вироблено в інший час. Також можливе нагородження посмертно.

## Статистика нагороджень
| Ступені:              | I/1 | I/2 | II/1 | II/2 | III | Всього |
| --------------------- | --- | --- | ---- | ---- | --- | ------ |
| Громадянинам Естонії: | 15  | 63  | 202  | 507  | 277 | 1064   |
| Іноземцям:            | 29  | 55  | 177  | 175  | 230 | 666    |
| Всього:               | 44  | 118 | 379  | 682  | 507 | 1730   |

| Ступені:              | I  | II | III | IV  | V   | 1м  | 2м  | 3м | Всього |
| --------------------- | -- | -- | --- | --- | --- | --- | --- | -- | ------ |
| Громадянинам Естонії: | 2  | 12 | 143 | 249 | 676 | 135 | 112 | 46 | 1375   |
| Іноземцям:            | 11 | 6  | 33  | 22  | 16  | 4   | —   | —  | 92     |
| Всього:               | 13 | 18 | 176 | 271 | 692 | 139 | 112 | 46 | 1467   |

ПЗ — пам'ятний знак; 1м — медаль 1-го ступеня; 2м — медаль 2-го ступеня; 3м — медаль 3-го ступеня.
| Ступені: | I  | II | III | IV  | V   | м  | Всього | інозем. |
| -------- | -- | -- | --- | --- | --- | -- | ------ | ------- |
| 1997 рік | 2  | 4  | 2   | 1   | 2   | 4  | 15     | —       |
| 1998 рік | 2  | 8  | 4   | 2   | 1   | —  | 17     | 2       |
| 1999 рік | 1  | 7  | 2   | 10  | 6   | 8  | 34     | 5       |
| 2000 рік | 2  | 3  | 12  | 8   | 4   | 1  | 30     | 7       |
| 2001 рік | 4  | 7  | 24  | 44  | 14  | 17 | 110    | 5       |
| 2002 рік | 1  | 2  | 7   | 24  | 26  | 5  | 65     | 5       |
| 2003 рік | —  | 2  | 7   | 11  | 14  | 1  | 35     | 6       |
| 2004 рік | 2  | 4  | 9   | 33  | 34  | 18 | 100    | 8       |
| 2005 рік | 5  | 6  | 11  | 38  | 18  | 9  | 87     | 10      |
| 2006 рік | —  | 5  | 5   | 29  | 5   | —  | 44     | 10      |
| 2007 рік | —  | —  | 9   | 19  | 24  | 2  | 54     | 7       |
| 2008 рік | —  | 2  | 6   | 9   | 7   | —  | 24     | 4       |
| 2009 рік | —  | 1  | 2   | 4   | 7   | —  | 14     | 1       |
| 2010 рік | —  | 2  | 2   | 5   | 3   | —  | 12     | 2       |
| 2011 рік | —  | —  | 5   | 2   | 3   | —  | 10     | 3       |
| 2012 рік | —  | 1  | 2   | 3   | 4   | —  | 10     | —       |
| 2013 рік | 1  | 2  | 1   | 2   | 4   | —  | 10     | 2       |
| Всього:  | 20 | 56 | 110 | 244 | 176 | 65 | 671    | 77      |

## Ступені ордена
На сьогодні Орден Естонського Червоного Хреста складається з 6 ступенів:
 1-ша ступінь (клас) — знак на широкій стрічці через праве плече і зірка на лівій стороні грудей;
 2-ша ступінь (клас) — знак на стрічці, що носиться на шиї, і зірка на правій стороні грудей;
 3-ша ступінь (клас) — знак на стрічці, що носиться на шиї;
 4-ша ступінь (клас) — знак на стрічці з розеткою, що носиться на лівій стороні грудей;
 5-ша ступінь (клас) — знак на стрічці, що носиться на лівій стороні грудей;
 Медаль ордена — медаль на стрічці, що носиться на лівій стороні грудей.

## Знаки ордена

### Знак 1921 року
Кругла срібна медаль діаметром 29 мм. На лицьовій стороні медалі в оточенні вінка опуклий прямий хрест темно-червоної емалі. На зворотному боці медалі опуклий напис в три рядки: «EESTI PUNANE RIST» (Естонська Червоний Хрест). Знак кріпиться до стрічки.
Стрічка шириною 24 мм, біла, з синіми і чорними смужками по краях, по 2 мм кожна.

### Знаки після 1926 року
Знаки 1 ступеня
Хрест на широкій стрічці через праве плече і зірка на лівій стороні грудей.
Хрест — золотий прямий, 41×41 мм, темно-червоної емалі, з білою облямівкою (шириною 2 мм). Між плечима хреста виступаючі золоті промені. У центрі хреста медальйон темно-червоної емалі з великою золотою літерою «Е» у центрі, облямований утворюють стилізований восьмигранник (діаметром 24,5 мм) хвилястими стрічками естонських державних кольорів — синій, чорної і білої. На зворотному боці хреста в центрі круглий медальйон (діаметром 22 мм) темно-червоної емалі з широким обідком такий же емалі. У центрі медальйона дата — «1919», на обідку девіз Міжнародного Товариства Червоного Хреста — «INTER ARMA CARITAS». Над верхнім плечем хреста закріплена височіє над золотими хвилями зубчаста башта (маяк) білої емалі (висотою 19 мм) з спадаючими по обидві сторони золотими променями. До верху башти кріпиться кільце, через яке знак підвішується до орденської стрічці.
Зірка — срібна восьмикінцева, діаметром 86 мм. На центр зірки накладено золотий прямий хрест темно-червоної емалі з білою облямівкою. У центрі хреста золотий медальйон із трьома блакитними леопардами (герб Естонії), облямований утворюють восьмигранник хвилястими стрічками естонських державних кольорів — синій, чорної і білої, на які в нижній частині накладено золотий напіввінок з дубових гілок.
Стрічка — шовкова муарова синя (297МС за міжнародною системою кольорів PANTONE) з чорними і білими смужками уздовж країв. Ширина стрічки 110 мм. Ширина центральної синьої смуги 59 мм, від якої в обидві сторони розташовані: чорна смуга шириною 6 мм, біла смуга шириною 7 мм, чорна смуга шириною 2 мм, синя смуга шириною 10,5 мм.
Знаки 2 ступеня
Хрест на стрічці на шиї і зірка на лівій стороні грудей. Дами носять хрест на стрічці у формі плоского банта на лівій стороні грудей. Хрест і зірка такі ж, як у 1 ступеня. Ширина стрічки 40 мм. Ширина центральної синьої смуги 21 мм, від якої в обидві сторони розташовані: чорна смуга шириною 2 мм, біла смуга шириною 2,5 мм, чорна смуга шириною 1 мм, синя смуга шириною 4 мм.
Знаки 3 ступеня
Хрест на стрічці на шиї. Дами носять хрест на стрічці у формі плоского банта на лівій стороні грудей. Хрест і стрічка такі ж, як у 2 ступеня.
Знаки 4 ступеня
Хрест на стрічці на лівій стороні грудей. Хрест такий же, як у 1 ступеня, але розміром 38×38 мм. Ширина стрічки 36 мм. Ширина центральної синьої смуги 19 мм, від якої в обидві сторони розташовані: чорна смуга шириною 2 мм, біла смуга шириною 2,5 мм, чорна смуга шириною 0,5 мм, синя смуга шириною 3,5 мм. На стрічку кріпиться кругла розетка, діаметром 22 мм, з такої ж стрічки.
Знаки 5 ступеня
Хрест на стрічці на лівій стороні грудей. Хрест і стрічка такі ж, як у 4 ступеня, але без розетки на стрічці.
Медаль ордена — кругла, діаметром 29 мм, з опуклим бортиком. У центрі лицьової сторони медалі опуклий прямий хрест темно-червоної емалі. На зворотному боці медалі опуклий напис в три рядки: «EESTI PUNANE RIST» (Естонська Червоний Хрест). Медаль через вушко і кільце кріпиться до стрічки. Стрічка така ж, як у 5 ступеня.

### Мініатюри ордена
Мініатюра ордена являє собою зменшену копію знаків 5 ступеня. Розмір хреста — 17×17 мм, ширина стрічки — 15 мм, загальна висота мініатюри — 50 мм. Мініатюра медалі ордена має такі ж розміри.
Для повсякденного носіння на цивільному одязі передбачені розетки зі стрічки ордена, а для носіння на мундирах — орденські планки.